# 干海乡
干海乡，是中华人民共和国四川省凉山彝族自治州盐源县曾经下辖的一个乡。2016年，撤销干海乡，将原干海乡鱼脊、蔡家坪、盐河、拦河4个村所属行政区域划归盐井镇管辖，将原干海乡龙塘、滑泥、十五股、马场、柳树5个村所属行政区域划归下海乡管辖。

## 行政区划
干海乡撤销前下辖以下地区：
龙塘村、滑泥村、盐河村、鱼脊村、蔡家坪村、柳树湾村、马场村、十五股村、拦河村、福利院生活区和良种场生活区。